# موسى سيميلان
موسى سيميلان (مواليد 2 فبراير 1974) هو ملاكم سوازيلاندي، مثّل بلاده في الألعاب الأولمبية الصيفية 2000.

## روابط خارجية
موسى سيميلان على موقع أوليمبيديا (الإنجليزية)
- موسى سيميلان على موقع اتحاد ألعاب الكومنولث (مؤرشف) (الإنجليزية)